# Raiza Goulão
Raiza Goulão Henrique (* 28. Februar 1991 in Pirenópolis) ist eine brasilianische Mountainbikerin, die im Cross-Country aktiv ist.

## Sportlicher Werdegang
Goulão begann erst im Alter von 16 mit Radfahren, indem sie sich ein Mountainbike aus Einzelteilen zusammenbaute. Zwei Jahre später, 2009, fuhr sie ein erstes Rennen in ihrem Heimatort und wurde Dritte. 2010 nahm sie an den brasilianischen Meisterschaften teil und belegte den siebten Platz in der Elite, 2011 den vierten. Nachdem sie 2011 an den Mountainbike-Weltmeisterschaften teilgenommen hatte, feierte sie 2012 ihren ersten großen Erfolg, als sie im mexikanischen Puebla U23-Panamerika-Meisterin im olympischen Cross-Country (XCO) wurde. 2013 erneuerte sie diesen Titel.
Mit Silber bei den Südamerikaspielen 2014 und brasilianischen Meistertiteln 2015 und 2016 etablierte sie sich in der Elite. Bei den Olympischen Spielen 2016 in Rio de Janeiro nominierte ihr Verband sie für das Mountainbikerennen der Frauen, in dem sie vor Heimpublikum den 20. Platz belegte.
Anfang 2017 unterzeichnete Goulão einen Profivertrag bei der spanischen Mannschaft Primaflor-Mondraker-Rotor. Unter deren Farben gewann sie zwei Cross-Country-Etappenrennen in Europa, das Andalucía Bike Race 2017 und das Mediterranean Epic 2018. Im ersten Jahr für das Team erzielte sie zudem die besten Karriereresultate im UCI-Mountainbike-Weltcup (Platz 14 in Vallnord) und bei Weltmeisterschaften (Platz 14 in Cairns). Diese Resultate trugen dazu bei, dass sie am Ende des Jahres in die Top 10 der Weltrangliste vorstieß. 2018 erreichte sie ihren wohl größten Erfolg mit dem Gewinn der Panamerika-Meisterschaften.
2019 fuhr sie nicht mehr für Mondraker und kümmerte sich vielmehr um den Aufbau des Nachwuchsteams Time Raiza Goulão in ihrer Heimat, um jüngeren Fahrerinnen eine Chance zu bieten. Auch in der Folge zeichnete sie sich regelmäßig bei Wettkämpfen im lateinamerikanischen Raum aus. 2022 erzielte sie ihre fünfte Landesmeisterschaft im XCO, dazu gewann sie in jenem Jahr auch die Meisterschaften im Short Track (XCC) und Marathon (XCM). Schließlich gewann sie die Goldmedaille bei den Südamerikaspielen in Asunción.
Bis einschließlich 2023 erzielte Goulão 60 Siege in Rennen des UCI-Kalenders, zumeist in Brasilien oder anderen Ländern Lateinamerikas. Bei ihrer zweiten Olympiateilnahme 2024 wurde sie wegen Überrundung aus dem Rennen genommen und auf dem 28. Platz klassiert.

## Erfolge
2012
 Panamerika-Meisterin – XCO (U23)
2013
 Panamerika-Meisterin – XCO (U23)
 Brasilianische Meisterin – XCO (U23)
2014
 Südamerikaspiele 2014 – XCO
2015
 Brasilianische Meisterin – XCO
2016
 Brasilianische Meisterin – XCO
 Panamerika-Meisterschaften – XCO, Staffel
2017
 Brasilianische Meisterin – XCO
Andalucía Bike Race
2018
 Panamerika-Meisterin – XCO
Mediterranean Epic
2020
 Brasilianische Meisterin – XCO
2022
 Südamerikaspiele – XCO
 Brasilianische Meisterin – XCO, XCC, XCM
 Panamerika-Meisterschaften – XCC
2023
 Panamerika-Meisterschaften – XCC, Staffel
 Panamerika-Meisterschaften – XCO
 Panamerikanische Spiele – XCO